# Medaglia di benemerenza per i volontari della guerra 1943-45 e attraversamento linee nemiche
La medaglia di benemerenza per i volontari della guerra 1943-1945 ed attraversamento linee nemiche è stata istituita dal Governo italiano con il R.D.L. n. 54 del 1944 che estese la concessione della medaglia di benemerenza per i volontari della guerra italo-austriaca 1915-1918 al personale militare, militarizzato ed ai civili che, tra la data del Proclama Badoglio dell'8 settembre 1943 e l'8 maggio 1945, trovandosi nelle zone occupate dai tedeschi, avevano attraversato le linee nemiche per arruolarsi volontariamente nell'esercito del Sud, mettendosi a disposizione del Governo nazionale costituitosi a Brindisi prima e a Salerno poi nelle zone liberate dagli alleati, per partecipare alla Guerra di liberazione italiana schierati con gli alleati. La medaglia è stata abolita nel 2010.

## Insegne
La medaglia ed il nastro sono gli stessi previsti per i volontari della guerra italo-austriaca 1915-1918 a parte il fatto che, sul verso, non sono presenti i millesimi ma solo la dicitura « VOLONTARI DI GUERRA ».